# 81
81（八十一、八一、はちじゅういち、やそひと、やそじあまりひとつ）は、自然数また整数において、80の次で82の前の数である。

## 性質
- 81は合成数であり、約数は1, 3, 9, 27, 81である。
  - 約数の和は121。
  - 約数の和が奇数になる15番目の数である。1つ前は72、次は98。
  - 約数の和が平方数になる6番目の数である。1つ前は70、次は94。
    - 平方数のうち約数の和も平方数になる2番目の数である。1つ前は1、次は400。（オンライン整数列大辞典の数列 A08848）

  - 約数の和が回文数になる8番目の数である。1つ前は43、次は96。(オンライン整数列大辞典の数列 A028980)
  - 約数関数から導き出される数列 {\displaystyle a_{n}=\sigma (a_{n-1})} はその初期値によって異なる数列になる。異なる数列になる12番目の初期値(最小の値)を表す数である。1つ前は66、次は85。(ただし1を除く)(オンライン整数列大辞典の数列 A257348)
  - 約数を5個もつ2番目の数である。1つ前は16、次は625。
- 1/81 = 0.012345679… (下線部は循環節で長さは9)[1]
  - 逆数が循環小数になる数で循環節が9になる最小の数である。次は162。
  - 循環節が n になる最小の数である。1つ前の8は73、次の10は451。(オンライン整数列大辞典の数列 A003060)
  - 3-n の循環節は、1つ前の 1/27 が3桁（33-2 = 31）、次の 1/243 が27桁（35-2 = 33）になる。
- 9番目の平方数である。1つ前は64、次は100。
  - n = 2 のときの 9n の値とみたとき1つ前は9、次は729。
- 81 = (3 × 3)2
  - n = 3 のときの (3n)2 の値とみたとき1つ前は36、次は144。(オンライン整数列大辞典の数列 A016766)
- 81 = (8 + 1)2
  - 自身の数の並びを変えないで区切った2つの数の和の平方が自身になる2番目の数である。1つ前は1、次は100。(オンライン整数列大辞典の数列 A102766)
    - 2桁の整数の中で各位の和の平方が元の数と同じになる唯一の数である。

  - 81 = (81 + 12)2 、この形の1つ前は1、次は441。(オンライン整数列大辞典の数列 A270538)
- 81 = (8 + 1) × 9 
  - 各位の和と、その和の数の数字の並び順を逆にした数との積が元の数に一致するという性質をもつ自然数である。1つ前は1、次は1458。
    - この数は 1458 (1 + 4 + 5 + 8 = 18, 18 × 81 = 1458) と 1729 (1 + 7 + 2 + 9 = 19, 19 × 91 = 1729) しかない。（オンライン整数列大辞典の数列 A110921）
- 3番目の4乗数（二重平方数）である。1つ前は16、次は256。
  - n = 4 のときの 3n の値とみたとき1つ前は27、次は243。
  - n = 1 のときの 34n の値とみたとき1つ前は1、次は6561。(オンライン整数列大辞典の数列 A089683)
  - 素数 p = 3 のときの p4 の値とみたとき1つ前は16、次は625。(オンライン整数列大辞典の数列 A030514)
  - n = 2 のときの 3n2 の値とみたとき1つ前は3、次は19683。(オンライン整数列大辞典の数列 A060722)
  - n = 3 のときの nn+1 の値とみたとき1つ前は8、次は1024。
- 81 = 3 × 33
  - n = 3 のときの n × 3n の値とみたとき1つ前は18、次は324。(オンライン整数列大辞典の数列 A036290)
  - n = 3 のときの 3n3 の値とみたとき1つ前は24、次は192。(オンライン整数列大辞典の数列 A117642)
  - 81 = 33 + 33 + 33
    - 3つの正の数の立方数の和1通りで表せる13番目の数である。1つ前は80、次は92。(オンライン整数列大辞典の数列 A025395)
- 次のような連分数表示をもつ（下線部は循環節。その長さは3である）。
  - {\displaystyle {\frac {10}{81}}={\cfrac {1}{8+{\cfrac {1}{9+{\cfrac {1}{1+{\cfrac {1}{\ddots }}}}}}}}} (8, 9, 1)
- 6番目の七角数である ( 81 = 6(5 × 6 − 3) / 2 ) 。1つ前は55、次は112。
- トリボナッチ数である。1つ前は44、次は149。なお、81は{\displaystyle {\sqrt {81}}}番目（=9番目）にあたる。
  - トリボナッチ数が平方数となる3番目の数である。1つ前は4、次は3136。
- 6番目の完全トーシェント数である。1つ前は39、次は111。3の冪数は全て完全トーシェント数でもある。
- 十進法では、81の冪数は下二桁が 61→41→21→01→81 で循環する。
  - 812 = 6561、813 = 531441、814 = 43046721、815 = 3486784401、816 = 282429536481
- n = 81 のときの n × 2n − 1 で表せる 81 × 281 − 1 は6番目のウッダル素数である。
  - このような性質をもつ平方数としては81が最小で、他にこのような平方数は知られていない。(オンライン整数列大辞典の数列 A002234)
- 30番目のハーシャッド数である。1つ前は80、次は84。
  - 9を基とする9番目のハーシャッド数である。1つ前は72、次は90。
  - n を基とする n 番目のハーシャッド数である。1つ前は1016、次は1090。（オンライン整数列大辞典の数列 A82260）
  - 平方数がハーシャッド数になる5番目の数である。1つ前は36、次は100。
  - 4乗数がハーシャッド数になる2番目の数である。1つ前は1、次は1296。
- 各位の積が8になる5番目の数である。1つ前は42、次は118。(オンライン整数列大辞典の数列 A199989)
- 九九では 9 の段で 9 × 9 = 81（くくはちじゅういち）と1通りで表される。九九に現れる整数のうち最大の数である。
- 81 = 5 × 24 + 1 より12番目のプロス数である。1つ前は65、次は97。
- 81 = 12 + 42 + 82 = 32 + 62 + 62 = 42 + 42 + 72
  - 3つの平方数の和3通りで表せる3番目の数である。1つ前は66、次は86。(オンライン整数列大辞典の数列 A025323)
- 81 = 12 + 42 + 82
  - 異なる3つの平方数の和1通りで表せる24番目の数である。1つ前は78、次は83。(オンライン整数列大辞典の数列 A025339)
  - n = 2 のときの 1n + 4n + 8n の値とみたとき1つ前は13、次は577。(オンライン整数列大辞典の数列 A074514)
- 81 = 43 + 42 + 1
  - n = 4 のときの n3 + n2 + 1 の値とみたとき1つ前は37、次は151。(オンライン整数列大辞典の数列 A098547)
- 9乗した数の各位の和が元の数になる最大の数である。1つ前は71。
819 = 150094635296999121 → 1 + 5 + 0 + 0 + 9 + 4 + 6 + 3 + 5 + 2 + 9 + 6 + 9 + 9 + 9 + 1 + 2 + 1 = 81。
  - n = 9 のときの n 乗した数の各位の和が元の数になる最大の数とみたとき1つ前の8乗は63、次の10乗は117。(オンライン整数列大辞典の数列 A046000)
- 81 = 13 − 23 + 33 − 43 + 53
  - n = 5 のときの |13 − 23 + … + (−1)n+1 n3| の値とみたとき1つ前は44、次は135。(ただし| |は絶対値記号)(オンライン整数列大辞典の数列 A011934)
  - 正の数の値とみたとき1つ前は20、次は208。
- n3 の数を降順に並べた数とみたとき1つ前は1、次は2781。(オンライン整数列大辞典の数列 A038398)
- 81 = 152 − 144
  - n = 15 のときの n2 − 122 の値とみたとき1つ前は52、次は112。(オンライン整数列大辞典の数列 A132766)
- 各位の和(数字和)が 9 になる 9 番目の数である。1つ前は72、次は90。
  - 各位の和が n になる n 番目の数である。1つ前は71、次は109。（オンライン整数列大辞典の数列 A181178）

### 他の進数での性質
- 1/81 = 0.012345679… (下線部は循環節で長さは9)
  - 素因数に3が含まれているN進法では、逆数は有限小数になる。
    - 六進法では 1/213 = 0.0024、十二進法では 1/69 = 0.0194 となり、小数第四位までとなる。
    - 十八進法では 1/49 = 0.04 となり、小数第二位までとなる。
    - 「3の冪数」進法では、三進法では 1/10000 = 0.0001 となり、九進法では 1/100 = 0.01 となる。
- 81(10)の冪数は、六進法では下四桁が同じ、十二進法と十八進法では下二桁が同じになる。
  - 六進法では2132 = 50213 で下四桁が0213となり、213→50213→15220213→4134350213の順に増える。よって、全ての213(6)の冪数の下四桁もまた0213(6)となる。
  - 十二進法では69→3969→217669→124BB369、十八進法では49→1249→51249→14E1249の順に増える。
- 六進法では、16(10) (= 24(6)) の倍数は81(10) (= 213(6)) 種類、81(10)の倍数も16(10)種類であり、下四桁で判別する（十進法：16 × 81 = 1296 = 64。六進法：24 × 213 = 10000 = 104）。16(10)の倍数の例：1504(6) = 400(10)。81(10)の倍数の例：4043(6) = 891(10)。

## その他 81 に関すること
- 原子番号 81 の元素は、タリウム (Tl)。
- 第81代天皇は、安徳天皇。
- 第81代内閣総理大臣は、村山富市。
- 第81代ローマ教皇はベネディクトゥス2世（在位：684年6月26日～685年5月8日）である。
- 年始から81日目、平年は3月22日、閏年は3月21日。
- ｢鉄塔 武蔵野線｣に登場する武蔵野線の最終号基は81。正式には90基目だが、間に枝番（作品中では"のいち"）が9基ある。
- クルアーンにおける第81番目のスーラは包み隠すである。
- 国際電話番号の 81 は、日本。
- バーコード規格、EAN の国コード81は、イタリア。
- 81歳を希に「半寿」ということがある。（八 + 十 + 一 = 半）
- 将棋盤の升は全部で 9 × 9 = 81個。このことから、将棋界では81歳を「盤寿」ともいう。
- 姓名判断では、画数81以降は 1 と同じと解釈する。
- 81プロデュースは、声優のマネージメントを行う事務所。
- 第81師団
  - 第81師団（大日本帝国陸軍）
  - 武装警察第81師団（中国）
- シンクレア ZX81は、シンクレア・リサーチのホームコンピュータ。
- シャドー81は、ルシアン・ネイハムの航空サスペンス小説。